# Park Ju-sung
Dans ce nom coréen, le nom de famille, Park, précède le nom personnel.
Park Ju-sung est un footballeur sud-coréen né le 20 février 1984. Il évolue au poste de défenseur.

## Palmarès
- Champion de J-League 2 en 2009 avec le Vegalta Sendai
- Champion de Corée du Sud en 2004 et 2008 avec les Suwon Bluewings